# 源水岛
39°55′24″N 116°39′36″E / 39.9232°N 116.66°E

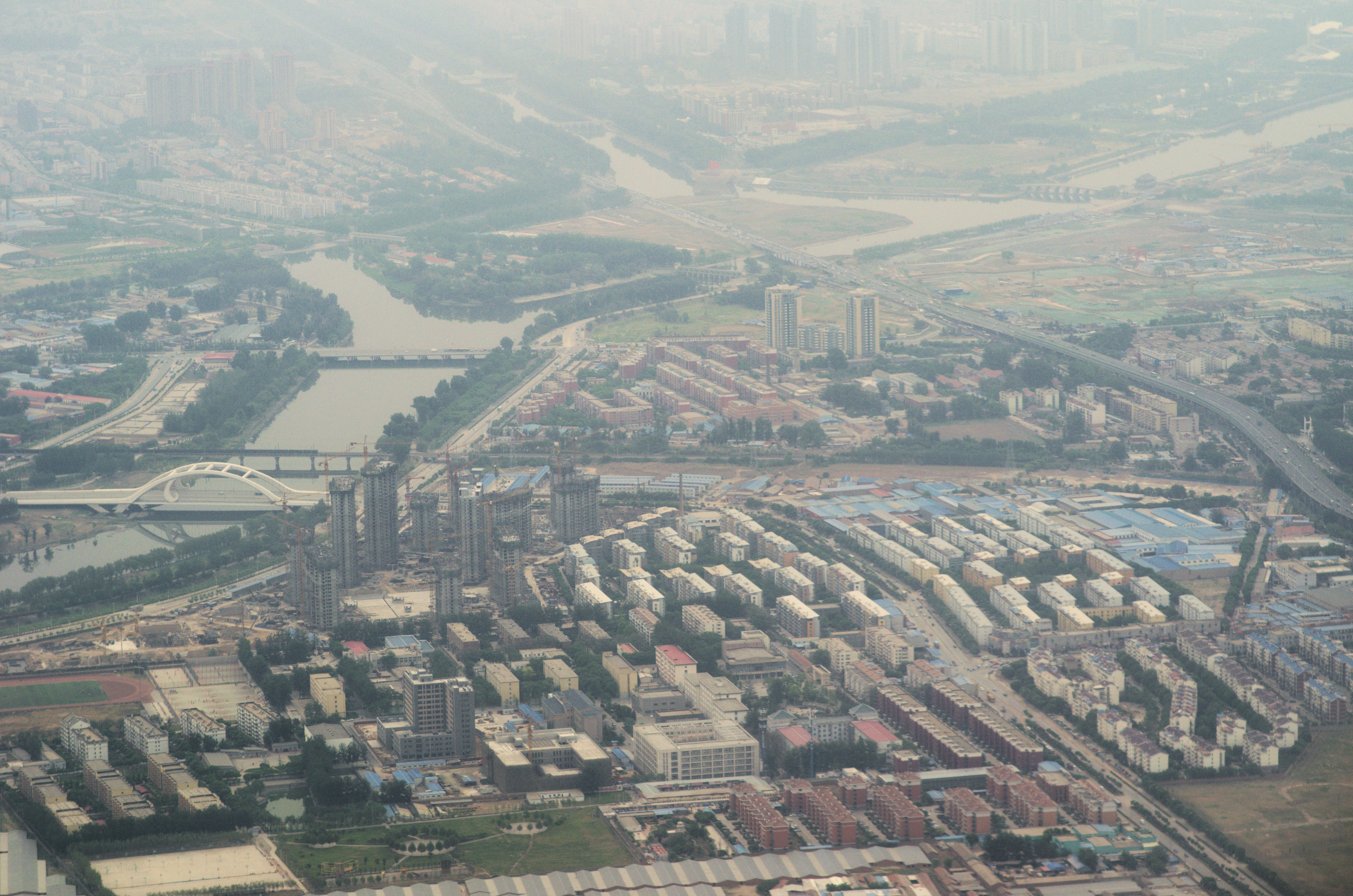
2013年5月的源水岛

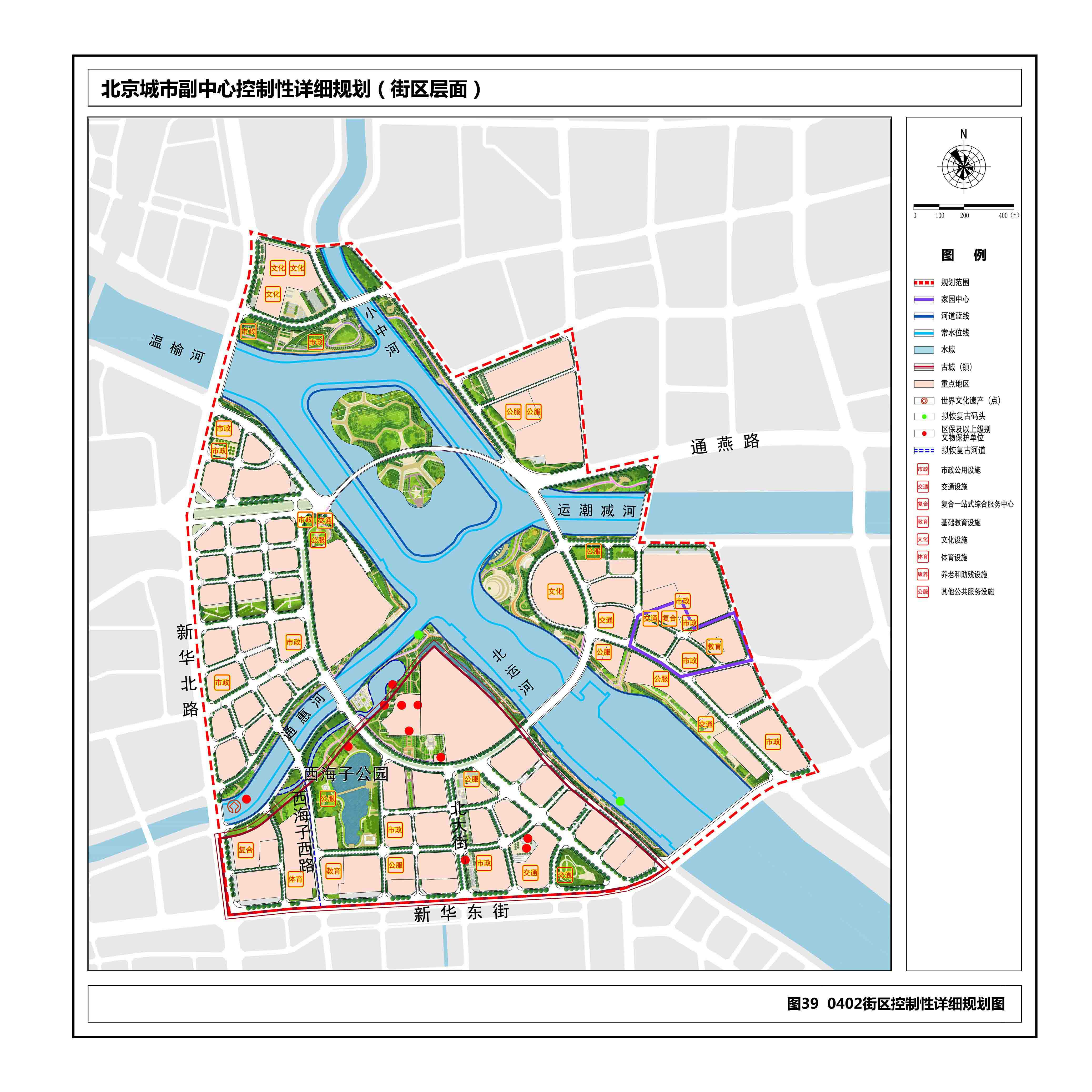
源水岛附近的规划（《北京城市副中心控制性详细规划（街区层面）（2016年—2035年）》 0402街区规划图则）

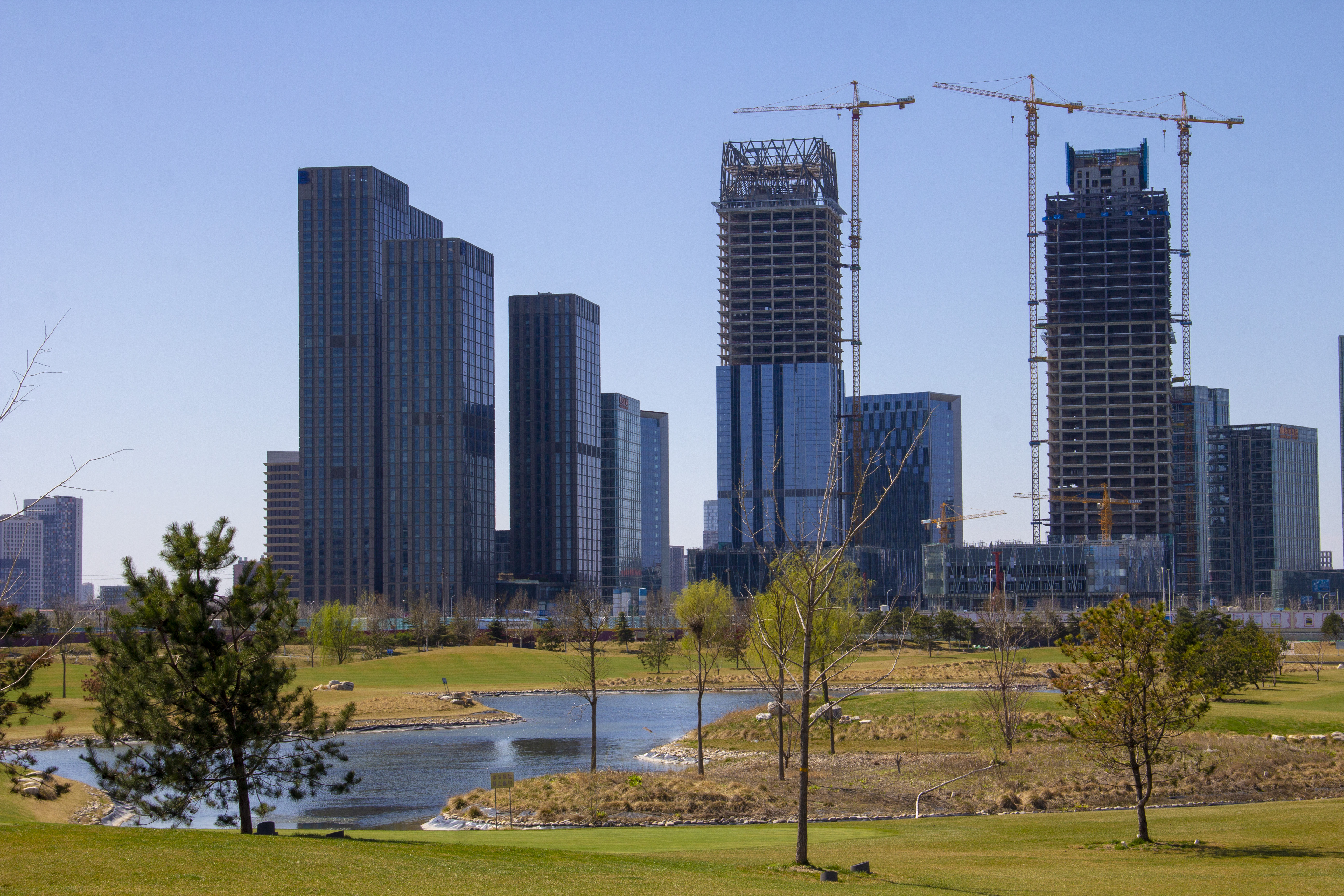
从源水岛看正在建设的运河商务区

源水岛（又称源头岛），位于北京市通州区五河交汇处，南侧为运河商务区启动区。五河分别是：
- 北运河：汉代称沽水、沽河，辽代称白河，金代称潞水、潞河，清代也叫外漕河。金代开始成为首都的漕运通道[1]，随着清末铁路的兴起衰落。2015年6月13日，五河交汇处确立为京杭大运河北起点，立下了标志碑[1]。
- 温榆河：北运河的上源，古称㶟馀水。源于昌平北部的东沙河、南沙河、北沙河汇入沙河水库，经昌平、朝阳、顺义进入通州[1]。
- 通惠河：又名大通河、里漕河、通济河。元至元二十九年（1292年）春，郭守敬主持依照金代旧迹开挖，曾可直抵什刹海。旧河道在张家湾与北运河相接，明嘉靖七年(1528年)在吴仲主持下改道，河口移动到现在的位置附近[1]。
- 小中河：发源于怀柔茶坞乡，原为古潞水（白河）淤废故道。
- 运潮减河：新中国建立后为治理水患挖掘，1963年建成[1]。

2006年4月底至8月中旬，通州区政府进行了北运河源水岛整治工程，该工程是北关分洪枢纽改建工程的一部分，在北运河与运潮减河之间新挖连通渠一条。2009年，完全联通，形成源水岛。
源水岛上坐落有通县水文站，于1974年迁至此处。